# Сатовча (община)
Община Сатовча се намира в Югозападна България, съставна община на област Благоевград.

## Географско положение, граници, големина
Общината заема крайната югоизточна част на област Благоевград. Административните ѝ граници са следните:
- на североизток – община Сърница, област Пазарджик;
- на изток – община Доспат, област Смолян;
- на запад – община Гърмен;
- на югозапад – община Хаджидимово;
- на югоизток – Република Гърция.

Площта на общината е 332,591 km2, която ѝ отрежда 11-о място в област Благоевград и съставлява 5,16% от цялата площ на областта. Административен център е село Сатовча. Общината включва още 13 други села, 9 от които са центрове на кметства: Вълкосел, Годешево, Туховища, Слащен, Кочан, Ваклиново, Фъргово, Осина и Плетена, а останалите 4 села са без свое кметство: Жижево, Крибул, Долен и Боголин.

### Релеф, води
Преобладаващият релеф е планински и полупланински със средна надморска височина около 1000 m. Цялата община заема части от югозападните склонове на западнородопския рид Дъбраш с най-висока точка връх Бойчеви скали – 1731 m (виж приложената топографска карта). Най-ниската точка на общината е в коритото на река Места, на държавната ни граница, при навлизането на реката в гръцка територия – 407 m н.в.
Цялата територия на общината попада във водосборния басейн на река Места. Тя протича в най-южната част на общината, по границата с община Хаджидимово и Република Гърция и в община Сатовча получава само леви притоци – Чечка Бистрица, Селски дол, Дупекдере, Скендере, Бабински дол, Дупелски дол и други по-малки. Втора по значение река в общината е река Доспат (ляв приток на Места, на гръцка територия), която протича в югоизточната част, по границата с община Доспат и Република Гърция. Нейни основни притоци са Осинска и Кочанска река. Като цяло водните ресурси на общината са по-богати в северната ѝ част.

### Климат
Климатът е преходно-средиземноморски с подчертано планинско влияние във високите части. Средната годишна температура е около 10 °C. През зимата се образуват температурни инверсии. Преобладават пролетно-летните и есенно-зимните валежи.

### Флора
Горският фонд обхваща по-голямата част от общината – 187 983 дка. Той е богат на иглолистни (бор, смърч и др.) и широколистни (бук, дъб, бреза и др.) дървесни видове. В северната част на общината, в землището на село Плетена е разположен резерватът „Конски дол“, в който се опазват вековни букови и смърчови гори. Тук е и ДГС „Дикчан“ стопанисващо голяма част от горския фонд на общината.

### Фауна
Географското местоположение, надморската височина, климатът, растителността и други природни фактори създават условия за живот на почти всички видове дивеч в България. Най-голямо разпространени по територията на общината заемат видовете заек, дива свиня, сърна, благороден елен, дива котка, лисица, белка, муфлон, глухар, златка, кафява мечка, вълк и мн. др.

## Население
| Година | Брой на населението |
| ------ | ------------------- |
| 1999   | 19 495              |
| 2005   | 18 997              |
| 2011   | 15 444              |
| 2021   | 13 422              |

| Религии в община Сатовча (2021) | Религии в община Сатовча (2021) | Религии в община Сатовча (2021) | Религии в община Сатовча (2021) | Религии в община Сатовча (2021) |
| ------------------------------- | ------------------------------- | ------------------------------- | ------------------------------- | ------------------------------- |
| Религиозна група                |                                 |                                 | процент                         |                                 |
| мюсюлмани                       | мюсюлмани                       |                                 | 87.4%                           | 87.4%                           |
| християни                       | християни                       |                                 | 6.4%                            | 6.4%                            |
| други и неопределени            | други и неопределени            |                                 | 6.2%                            | 6.2%                            |

| Етноси в община Сатовча (2021) | Етноси в община Сатовча (2021) | Етноси в община Сатовча (2021) | Етноси в община Сатовча (2021) | Етноси в община Сатовча (2021) |
| ------------------------------ | ------------------------------ | ------------------------------ | ------------------------------ | ------------------------------ |
| Етническа група                |                                |                                | процент                        |                                |
| българи                        | българи                        |                                | 59.5%                          | 59.5%                          |
| турци                          | турци                          |                                | 7.9%                           | 7.9%                           |
| цигани                         | цигани                         |                                | 1.7%                           | 1.7%                           |
| други и неопределени           | други и неопределени           |                                | 28.4%                          | 28.4%                          |

Броят на населението на община Сатовча включва 14 села. Общият брой на населението е 19 495 души към 31 декември 1999 г., което е 5,2% от населението на област Благоевград. Демографските промени, настъпили в последните години в България, обуславят значителното намаление на населението, което се свива на 15 444 д. през 2011 г. и 13 422 през 2021 г. 
Етническа група (2021): българи: 7 995 (59,5 %),

турци: 1 057 (7,9 %), цигани: 230 (1,7 %), други: 4140 (28,4%)

### Вероизповедания
Мнозинството от населението на общината са мюсюлмани - 87,4% (2021 г.). Те населяват всички села в общината, като в 12 от тях са единствена религиозна група. Християни в община Сатовча живеят в селата Сатовча и Долен, като в първото съставляват 1/3 от общото население, а във второто – 1/2.
Мюсюлманите разполагат с 18 религиозни храма на територията на общината, а християните – с 2 православни и 1 евангелистка църква.

### Численост
(По данни от 2021 г.):
- Най-многобройното населено място в община Сатовча е Вълкосел (2438 души), а най-малобройното населено място – Долен (300 души)
- Села с население над 2000 жители – Вълкосел (2438 жители) и Кочан (2136 жители)
- Села с население над 1500 жители – Сатовча (1738 ж.)
- Села с население от 1500 ж. до 500 ж. – Плетена (1466 ж.), Слащен (1322 ж.), Ваклиново (784 ж.), Годешево (707 ж.) и Туховища (690 ж.)
- Села с население под 500 ж. – Боголин (428 ж.), Осина (372 ж.), Фъргово (372 ж.), Крибул (358 ж.), Жижево (311 ж.) и Долен (300 ж.)

| Година | Постоянен адрес | Настоящ адрес |
| ------ | --------------- | ------------- |
| 1998   | 19474           | 18302         |
| 1999   | 19461           | 18256         |
| 2000   | 19366           | 18217         |
| 2001   | 19045           | 17787         |
| 2002   | 19093           | 17771         |
| 2003   | 19044           | 17666         |
| 2004   | 19029           | 17587         |
| 2005   | 19016           | 17520         |
| 2006   | 18998           | 17452         |
| 2007   | 18973           | 17399         |
| 2008   | 19015           | 17345         |
| 2009   | 19029           | 17153         |
| 2010   | 19019           | 16851         |
| 2011   | 18972           | 16578         |

### Населени места
| Населено място | Население (2021 г.) | Площ на землището km2 | Забележка (старо име) | Населено място | Население (2021 г.) | Площ на землището km2 | Забележка (старо име)           |
| -------------- | ------------------- | --------------------- | --------------------- | -------------- | ------------------- | --------------------- | ------------------------------- |
| Боголин        | 428                 | 5,344                 |                       | Крибул         | 358                 | 11,029                | Крабул                          |
| Ваклиново      | 784                 | 13,522                | Марулево              | Осина          | 372                 | 25,543                |                                 |
| Вълкосел       | 2438                | 29,506                |                       | Плетена        | 1466                | 54,076                |                                 |
| Годешево       | 707                 | 11,456                |                       | Сатовча        | 1738                | 55,373                |                                 |
| Долен          | 300                 | 29,294                |                       | Слащен         | 1322                | 20,975                |                                 |
| Жижево         | 311                 | 14,668                |                       | Туховища       | 690                 | 17,151                |                                 |
| Кочан          | 2136                | 32,783                |                       | Фъргово        | 372                 | 11,871                |                                 |
|                |                     |                       |                       | ОБЩО           | 13422               | 332,591               | няма населени места без землища |

## Административно-териториални промени
- МЗ № 2820/обн. 14.08.1934 г. – преименува с. Крабул на с. Крибул;
- Указ № 381/обн. 25.10.1960 г. – преименува с. Марулево на с. Ваклиново;
- Указ № 3005/обн. 09.10.1987 г. – отделя селата Бръщен и Црънча и техните землища от община Сатовча, област Благоевград и ги присъединява към община Доспат, област Смолян.

## Транспорт
През общината преминават частично 2 пътя от Републиканската пътна мрежа на България с обща дължина 36,9 km:
- участък от 18,2 km на Републикански път III-197 (от km 17,5 до km 39,7);
- участък от 18,7 km на Републикански път III-1972 (от km 15 до km 18,7).

## Топографска карта
- Лист от карта K-34-84. Мащаб: 1 : 100 000.
- Лист от карта K-34-96. Мащаб: 1 : 100 000.
- Лист от карта K-35-73. Мащаб: 1 : 100 000.
- Лист от карта K-35-85. Мащаб: 1 : 100 000.